# 高句麗将軍塚
高句麗将軍塚（こうくりしょうぐんづか、朝鮮語: 장군총＝将軍塚、中国語: 長寿王陵）は、中華人民共和国吉林省通化市集安市に所在する大型の積石塚。

## 概要

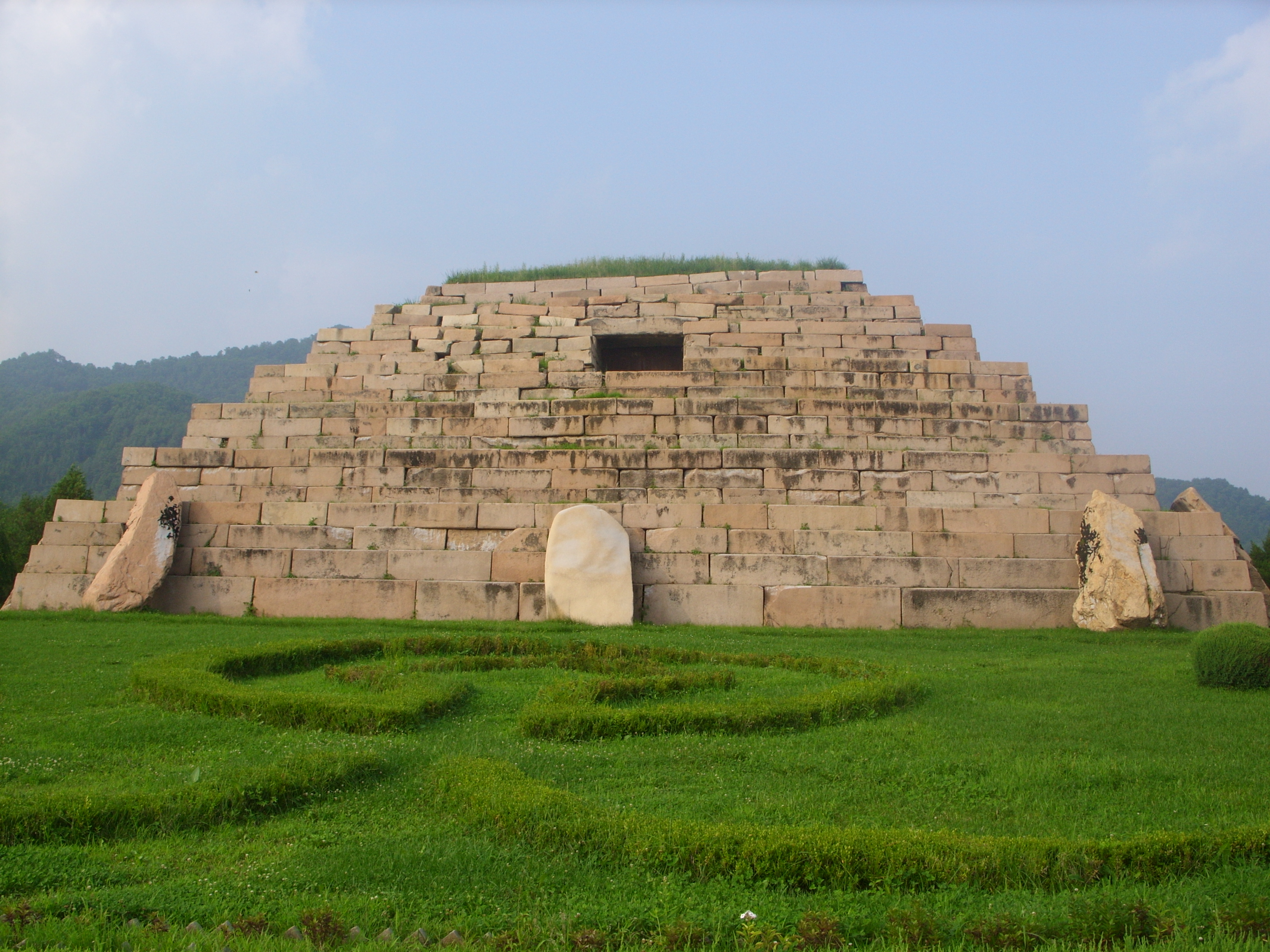
将軍塚（集安市）

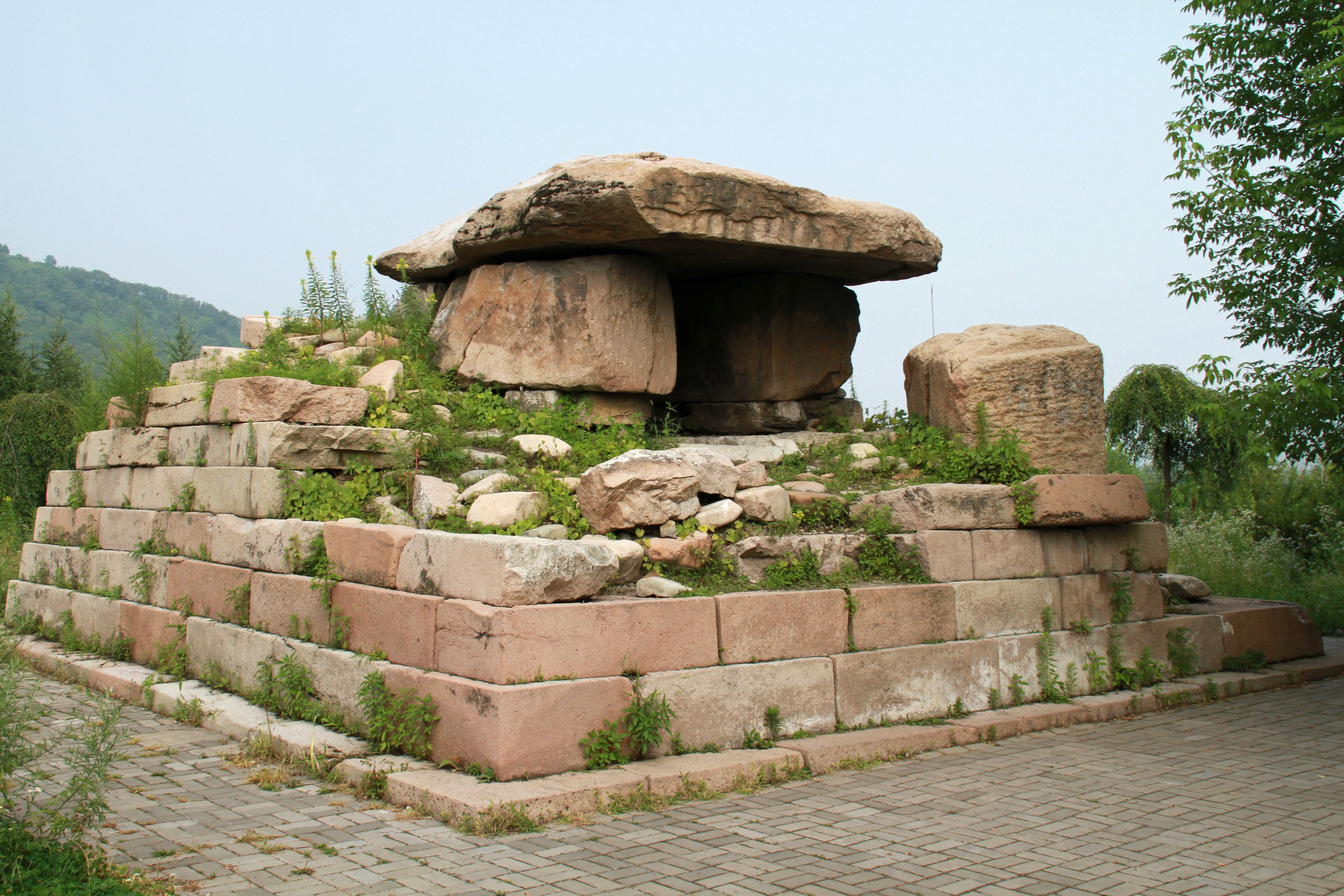
一号陪塚

集安郊外の龍山という高台にあり、遺跡から鴨緑江と集安市内が一望できる場所に立地する。
平面方形で、石を積み上げてつくった大型の方壇階梯積石塚である。底面は一辺約32メートルの正方形で、高さは12.5メートル。高句麗前期の5世紀に建造されたものと推定される。高句麗では、一辺約66メートルの太王陵など同様の積石塚がある。
花崗岩を丁寧に加工してつくられた方形壇を、数段積み重ねた形をしており、第一段の各辺には、数カ所ずつ比較的大きめの板状の自然石が立てかけられている。墳丘の上方から瓦や塼が出土しており、本来は墳墓の上部にそれらを用いた施設が取り付いていたものと考えられる。埋葬施設は切石造の横穴式石室で、主軸に並行して棺台が2基設けられていた。石室は、将軍塚以降巨石化・定型化の傾向を示す。横穴式石室の導入は中国の墓制の影響を受けたものと考えられる。遺物は盗掘を受けており、副葬品は欠失している。
墳墓の周囲には川原石が敷かれ、その北側に陪塚をともなっている。陪塚は、かつては5基が一列に並んでいたものと考えられるが、現在も遺存しているのは1基のみである。現状では、下辺の長さが9.2メートル、階段の高さが1.9メートルにすぎないが、これも盗掘と破壊を受けている。陪塚は、いわゆる支石墓が階梯の上部に据えられた形状を呈している。

## 被葬者
韓国では、高句麗第20代の長寿王（在位:413年 - 491年）の墓に比定されている。日本の永島暉臣慎、田村昇一、東潮らの研究者は、谷豊信による太王陵・将軍塚両陵墓で出土した瓦と平壌で出土した軒丸瓦などの比較研究などをもとに将軍塚を第19代好太王（広開土王、在位：391年 - 412年）の陵墓とみている。一方、桃崎祐輔は太王陵を好太王墓とする見解を支持している。中国の学界では、太王陵から馬具や装身具と共に「好太王」銘を持つ銅鈴が出土したことから、太王陵を好太王、将軍塚を長寿王の墓とする説が有力である。

## 世界遺産登録
2004年7月、ユネスコ世界遺産委員会蘇州会議で、遼寧省桓仁県の五女山城（卒本城）、吉林省集安市の丸都山城、国内城、他の古墳とともに「* 高句麗前期の都城と古墳」として世界遺産登録された。登録古墳の内訳は、王墓は将軍塚含め14基、貴族墓26基である。
なお、朝鮮民主主義人民共和国の平壌・南浦などに所在する高句麗後期の古墳は「高句麗古墳群」として同時に世界遺産登録されている。